# Нещадименко, Харитина Петровна
Харитина (Рита) Петровна Нещадименко (укр. Харитина (Рита) Петрівна Нещадименко; 1 (13) апреля 1890, село Сердеговка, ныне Шполянского района Черкасской области — 25 апреля 1926, Киев) — украинская советская актриса.

## Биография
Сестра Марка и Ивана Нещадименко. В 1914—1915 училась в театральной студии Ф. Комиссаржевского в Москве. Там же начала сценическую деятельность. В 1918 переехала на Украину, работала в театрах Киева. Роли: Рахиль («Вертеп»), Таня («Зиля Королевич» Васильченко) и другие.
Нещадименко — одна из основателей творческого объединения «Березиль» в Киеве под руководством реформатора украинской сцены Леся Курбаса, в 1922—1926 его ведущая актриса: Мотренька («Коммуна в степях» Кулиша), Изабелла («Жакерия» Мериме). Актрису называли «украинской Комиссаржевской».
Умерла в Киеве 25 апреля 1926 года. Похоронена на Байковом кладбище.